# С.В. Савітрі Гунатіллеке
Малваттадж Селестин Віолет Савітрі Гунатіллеке (нар. 30 липня 1945 р.) — почесний професор Університету Пераденії в Центральній провінції Шрі-Ланки. Вона має тривалий стаж роботи в лісовій екології та є лідеркою у кількісній екології та освіті. Більшість її досліджень було зосереджено на дощовому лісі Синхараджа на Шрі-Ланці. Своїм головним внеском в екологію лісу вона вважає поширення ідеї, що успішне збереження лісу залежить від місцевих природоохоронців. У зв’язку з цим вона пишається своїми учнями та їхніми досягненнями в галузі охорони природи.

## Раннє життя
Савітрі Гунатіллеке народилася 30 липня 1945 року в Бандаравела, провінція Ува, Шрі-Ланка в родині М. Джозефа Піріса та Рут Піріс. Вона була старша з 6 сестер. Початкову освіту здобула в Малому Квітковому монастирі в Бандаравелі, сільськогосподарському місті в районі Бадулла з 1949 по 1953 рік. З 1954 по 1964 рік вона відвідувала середню школу, відповідну середній і старшій школі, у монастирі Святої Бріджит у Коломбо, найбільшому місті та комерційній столиці острова.

## Освіта
У 1965 році вона почала відвідувати Цейлонський університет в Коломбо, єдиний на той час університет Шрі-Ланки. У 1967 році переведена до Переденії. До 1969 року Гунатіллеке закінчила з відзнакою перший клас зі спеціальним ступенем ботаніки. Вона була другою особою, яка отримала цей ступінь, і першою жінкою. Вона також здобула допоміжний ступінь з хімії. Незабаром після закінчення навчання, у 1970 році, вона почала викладати як асистентка викладача на кафедрі ботаніки Цейлонського університету в Переденії. Спочатку Гунатіллеке планувала викладати патологію рослин, вивчати організми та умови навколишнього середовища, які викликають захворювання рослин. Однак, отримавши посаду, завідувача кафедри ботаніки професор Абейвікрама сказав їй, що на кафедрі вже є патологоанатом, і вона буде викладати екологію лісу, змінюючи напрямок своєї академічної кар’єри.
У 1971 році Гунатіллеке була нагороджена стипендією Співдружності та переїхала до Абердінського університету в Шотландії, Велика Британія, щоб отримати післядипломну освіту, де здобула ступінь магістра загальної екології та доктора філософії в галузі екології та охорони тропічних лісів. Перебуваючи в Переденії, її надихнула презентація Пітера Ештона, видатного фахівця з тропічних лісів, про «низинні ліси Шрі-Ланки» для вивчення лісів та питань землекористування. Вона була вражена не тільки його знаннями про сімейство дерев, для вивчення якого він збирався на Шрі-Ланці, а й знанням географії острова, доріг і водних шляхів. Вона написала кільком екологам рослин у США та Великої Британії, включаючи Пітера Ештона. Знову ж таки, Абейвікрама мав впливову роль у керівництві її шляхом; він запропонував навчати її під керівництвом Ештона, тому що хотів посилити тему, яку Ештон пропонував у своєму відділі ботаніки. Гунатіллеке вирішила навчатися у Ештон для отримання докторського ступеня. Її дипломна робота «Екологія ендемічних видів дерев Шрі-Ланки щодо їх збереження» вважається знаковим проектом у кількісних екологічних дослідженнях. Дослідження показало, що велика частка ендемічних видів дерев обмежується дощовими тропічними лісами Шрі-Ланки, і підкреслило необхідність їх збереження. Для цього дослідження знадобився один рік польових робіт у 6 низинних первинних лісах Шрі-Ланки: Коттава, Каннелія та Гілімале (вологі зони), Дарагода та Барігода (проміжні зони) та Рітігала (суха зона).
Хоча вона здобула освіту за межами Шрі-Ланки, Гунатіллеке планувала провести свою кар'єру в рідній країні. Заохочення її батька «повернутися на острів, щоб служити [своїй] батьківщині» зіграло певну роль у її зобов’язанні не дозволити знанням покинути її країну. Вона заявила, що одним із її найбільших досягнень є уникнення «відтоку мізків».

## Кар'єра та дослідження
З 1977 року основні дослідження Гунатіллеке були зосереджені на тропічних лісах Синхараджа. Цей ліс розташований на південному заході Шрі-Ланки і є останньою зоною первинних тропічних лісів країни, достатньо великою, щоб бути стійкою. Більше 60% видів дерев є ендемічними, як і багато диких тварин, особливо птахів. У цьому лісі вона досліджувала значення різноманіття деревних видів. Її робота сприяла оголошенню 21 жовтня 1988 року тропічного лісу Синхараджа об’єктом Всесвітньої спадщини. Це було важливо, оскільки в 1970-х роках на момент її досліджень ця територія все ще вирубувалася Державною лісовою корпорацією. Її дослідження також включало рекомендації щодо того, як покращити збереження в Синхарадже. Для одного проєкту вони розглянули умови, необхідні для зростання, щоб дати можливість мешканцям поблизу села вирощувати породи дерев у буферній зоні навколо заповідної території, щоб вони могли продовжувати використовувати лісові ресурси. Інший компонент зосереджений на висадженні крон на деградованих периферійних ділянках лісу, щоб заохотити набір видів за межами заповідника. Третій основний компонент їхнього дослідження розглядав повторне підключення фрагментованих ланок, щоб збільшити їхні шанси на виживання.
Гунатіллеке також проводила дослідження в заповіднику тропічних лісів Каннеліє, Хінідума, заповіднику Пік дикої природи та заповіднику Knuckles Forest.
Як професор, вона також була надзвичайно впливовою. Вона закінчила навчання в бакалавраті, не відвідавши ліс, і все ще була новачкою у розпізнаванні рослин у цій галузі, коли почала свою докторську дисертацію, тому вона хотіла дати своїм студентам можливість відвідати «лабораторії на відкритому повітрі», які має Шрі-Ланка. Вона переконала Університет Переденії у важливості польових занять і закликала школу виділяти ресурси на включення польової роботи до навчальних програм. Крім того, вона та її колеги заснували дендропарк і гербарій для студентів, щоб вони могли вивчати зразки з усього острова.
Гунатіллеке брала участь у програмах обміну з іншими університетами. Вона була радницею для студентів, які відвідують Шрі-Ланку за програмами обміну з Гарвардським , Єльським та Абердінським університетами.
Особливо їй подобалося спілкуватися зі студентами та бачити їхні відповіді на те, чого вона їх навчала. Наприклад, однією з найприємніших частин навчання для Гунатіллеке було, коли учень розумів тему, яку він обрав. З уроків, які вона викладала, завдяки більшій взаємодії зі студентами їй найбільше сподобалися польові заняття.
Після виходу на пенсію вона займалася підготовкою державних службовців, громадських організацій, місцевих та іноземних студентських груп, які цікавляться лісовою біологією та екологією.

## Нагороди та відзнаки
- Почесна стипендія (2016) від Асоціації тропічної біології та збереження (ATBC).[11] Це вважається однією з найпрестижніших нагород у галузі тропічної біології. Лише 6 жінок отримали нагороду до Гунатіллеке.
- Дарвінська ініціатива (грант)
- ЄС-Азія (грант)
- Фонд Джона та Кетрін Макартур (грант)
- Національний науковий фонд (грант)
- Стипендія Чарльза Булларда (1982–83). Це стипендія тривалістю від 6 місяців до року для людей, які зробили кар’єру. Щороку приймаються лише 5-7 заявників, які обіцяють зробити внесок у лісове господарство чи теми, пов’язані з лісом.
- Співробітниця дендропарку Арнольда (1982–83, 1992–93)
- Короткострокова наукова співробітниця Смітсонівського інституту тропічних досліджень
- Член Національної академії наук Шрі-Ланки
- Премія Султана Кабуса (1997) від ЮНЕСКО. Це дається для визнання внеску в управління або збереження навколишнього середовища.
- Премія «Жінка за досягнення в галузі науки» (1998)

## Вибрані твори
Гунатіллеке опублікував понад 40 рецензованих наукових робіт і 5 книг.

### Книги
- Gunatilleke, C.V.S., Gunatilleke, I.A.U.N., Ethugala, A. U. K., and  Esufali, S. (2004). Ecology of Sinharaja Rain Forest and the Forest Dynamics Plot in Sri Lanka's Natural World Heritage Site.  Wildlife Heritage Trust Publications (Pvt.) Ltd. Pp. 221.
- Ashton, Mark S., Gunatilleke, Savitri,  De Zoysa, Neela., Gunatilleke, Nimal., Dassanayake, M.D. and Wijesundera, Siril. (1997). A Field Guide to the Common Trees and Shrubs of Sri Lanka. The Wildlife Heritage Trust of Sri Lanka. Pp. 431.

### Розділи книги
- Gunatilleke, C.V.S., Gunatilleke, I.A.U.N.  and Sumitraarachchi, B. (1987). Woody endemic species of the wet lowlands of Sri Lanka and their conservation in Botanic Gardens. In: D. Bramwell, O. Hamann, V. Heywood and H. Synge (Eds.), Botanic Gardens and the World Conservation Strategy. Academic Press, London. 183–194.
- Dayanandan, S., Attygalle, D.N.C., Abeygunasekera, A.W.W.L., Gunatilleke, I.A.U.N. and Gunatilleke, C.V.S. (1990). Phenology and floral morphology in relation to pollination of some Sri Lankan Dipterocarps. In: K.S. Bawa and M. Hadley (Eds.), Reproductive Ecology of Tropical Forest Plants. Man & Biosphere Series, The Parthenon Publishing Group, Carnforth, UK & UNESCO, Paris. 7:105-135.
- De Zoysa, N.D., Gunatilleke, C.V.S. and Gunatilleke, I.A.U.N. (1990). Comparative Phytosociology of natural and modified rain forest sites in Sinharaja MAB reserve in Sri Lanka. In: A. Gómez Pompa, T.C. Whitmore and M. Hadley (Eds.), Rain forest Regeneration and Management. Man and the Biosphere Series. The Parthenon Publishing Group, Carnforth, UK & UNESCO, Paris. 6:215-223.
- Gunatilleke, I.A.U.N and Gunatilleke, C.V.S. (1990). Forest conservation and forestry development in Sri Lanka- Conflicts and compromise. In: W. Erdelan, C. Preu, N. Ishwaran, and C.M. Maddumabandara (eds.)  Ecology and landscape management in Sri Lanka. Proceedings of the International and Interdisciplinary Symposium on Sri Lanka. Margraf Verlag. pp. 243–254
- Gunatilleke, I.A.U.N. and Gunatilleke, C.V.S. (1993). Underutilized food plants resources of Sinharaja rain forest, Sri Lanka. In: Food and nutrition in the tropical rain forest: Biocultural interactions, C.M. Hladik, A. Hladik, H. Pagazy, O.F. Linares and M. Hadley (eds.) Man and the Biosphere Series, UNESCO, Paris & Parthenon Publishing Co., Carnforth, UK. 15:183-198.
- Gunatilleke, C.V.S., Perera, G.A.D., Ashton, P.M.S., Ashton, P.S. and Gunatilleke, I.A.U.N.  (1995).  Seedling growth of Shorea section Doona (Dipterocarpaceae) in soils from topographical different sites of Sinharaja rain forest in Sri Lanka. In: M.D. Swaine (Ed.). Man and the Biosphere Series, UNESCO, Paris. Parthenon Publishing, Carnforth, UK 17:245-263.

### Статті
- South-west Sri Lanka: a floristic refugium in South Asia: looks at patterns of species variation in different sites in southwest Sri Lanka.[12]
- Reproductive Biology and Population Genetics of Some Canopy—and Understory—Dominant Tree Species of Sri Lanka: Implications for Conservation Management in a Fragmented Landscape: fragmentation is occurring at an alarming rate and is being compounded by global climate change events.[13]
- Sustainable Forest Management for Mixed-Dipterocarp Forests: A Case Study in Southwest Sri Lanka: studies how to carry out sustainable management of mixed dipterocarp forests, one of the most productive timber forests in the world.[14]
- Biodiversity of Sri Lanka: discusses the cause for loss of biodiversity in Sri Lanka and legal strategies at national and international scales that can contribute to its conservation and sustainable use.[15]

## Особисте життя
Вона одружена з Німалом Гунатіллеке.  Вони разом провели дослідження та зробили кілька опублікацій.